# Loyo
Loyo (llamada oficialmente San Xoán de Loio) es una parroquia y una aldea española del municipio de Paradela, en la provincia de Lugo, Galicia.

## Geografía
La parroquia limita al norte con las de Belade y Puertomarín, al sur con las de Castro y Cortes, al este nuevamente con Cortes y, finalmente, al oeste con la de Puertomarín. La mayor parte del término parroquial se encuentra anegada por las aguas del embalse de Belesar, estando las tierras próximas al pantano dedicadas al cultivo de viñas. 
La aldea se encuentra a 8 km de la aldea de Pacios, capital municipal, y a una altitud de 330 m.

## Historia
La aldea no es la única con el topónimo de Loio en el municipio, ya que existe otra aldea hómonima en la parroquia de Cortes, en la que existió un monasterio, conocido como de Santa María de Loio, de Loyo, de Ribas de Loio o de Rivalogio, relacionado con la orden militar de Santiago. Patrona de este monasterio fue una de las hijas del conde Gatón del Bierzo, Hermesinda Gatónez, esposa del conde Hermenegildo Gutiérrez, padres de varios hijos, entre ellos, la reina Elvira Menéndez, esposa del rey Ordoño II de León.
En el diccionario de Madoz (1850), la parroquia comprende «los l[ugares] y cas[eríos] de Cabo de Vila, Campo, Outeiro y Seoane» y tenía una población de 24 vecinos y 128 almas.
Por el término parroquial discurre el Camino de Santiago, concretamente el Camino Francés, recorriendo el río Loyo. En este tramo se puede disfrutar de las vistas panorámicas sobre el embalse de Belesar y la villa de Puertomarín, terminando en el embarcadero de San Juan de Loyo.

## Organización territorial
La parroquia está formada por una entidad de población:
- Loio

## Demografía
Gráfica demográfica de la aldea y parroquia de Loyo según el INE español:
| Gráfica de evolución demográfica de Loyo entre 2000 y 2020 |
|                                                            |
| Datos según el nomenclátor publicado por el INE.           |

## Parroquia eclesíastica
La correspondiente parroquia eclesiástica se encuentra bajo la advocación de san Juan y forma parte del arciprestazgo de Sarria-Samos de la diócesis de Lugo. Su templo actual fue edificado tras la construcción del embalse de Belesar. La iglesia posee una espadaña en el imafronte, con dos campanas, cada una en su vano. Está rematada con una cruz sencilla. El templo forma parte del patrimonio cultural del municipio, según el plan general de ordenación municipal.

## Monumentos
- Durante el recorrido por el Camino de Santiago, bajando por la Retorta, se puede visitar el molino de Pías.